# Галиуллинка
Галиуллинка, Галиулла (баш. Ғәлиулла) — деревня в Бакалинском районе Башкортостана, относится к Дияшевскому сельсовету.

## История
Название происходит от личного имени Ғәлиулла.
До 1987 года в составе  Казанчинского сельсовета(Указ Президиума ВС Башкирской АССР от 11.12.1987 N 6-2/478 «Об образовании Староазмеевского сельсовета Бакалинского района»).
В 1987-2008 годах в составе  Староазмеевского сельсовета. 
С 2005 современный статус.
Статус деревня, сельского населённого пункта, посёлок получил согласно Закону Республики Башкортостан от 20 июля 2005 года N 211-з «О внесении изменений в административно-территориальное устройство Республики Башкортостан в связи с образованием, объединением, упразднением и изменением статуса населенных пунктов, переносом административных центров», ст.1

6. Изменить статус следующих населенных пунктов, установив тип поселения — деревня…

7) в Бакалинском районе: 

г) поселка Галиуллинка Староазмеевского сельсовета
В связи с упразднением Староазмеевского сельсовета в 2008 году вошёл в состав Дияшевского сельсовета (Закон Республики Башкортостан от 19.11.2008 N 49-з «Об изменениях в административно-территориальном устройстве Республики Башкортостан в связи с объединением отдельных сельсоветов и передачей населённых пунктов», ст.1, п.6 б)).

## Географическое положение
Расстояние до:
- районного центра (Бакалы): 31 км,
- центра сельсовета (Старое Азмеево): 5 км,
- ближайшей ж/д. станции (Туймазы): 93 км.

## Население
| 2002 | 2009 | 2010 |
| ---- | ---- | ---- |
| 10   | →10  | ↘9   |

Национальный состав
Согласно переписи 2002 года, преобладающая национальность — татары (100 %).